# أداة القص
أداة القص (بالإنجليزية: snipping tool)‏ هي أداة لأخذ صور على شاشة الحاسوب لغرض التعديل عليها أو إرسال معلومات حول شيء معين، عموما فالأداة موجودة في ويندوز 7 حيث يمكن لمستخدم هذه النسخة أن يتلقط صور لشاشة حاسوبه دون الاستعانة ببرنامج أو شيء من هذا القبيل؛ كما تم تحديث الأداة وتضمينها في النسخة الأحدث لويندوز وهي ويندوز 10

## الفائدة
تُستخدم هذه الأداة لالتقاط صور على أي شيء موجود بالشاشة وبشكل حر أو ذاتي وهي مفيدة جداً في العديد من الاستخدامات على غرار:
1. إرسال قصاصات صورية للأصدقاء.
2. قص الصور والاحتفاظ بها على الحاسوب.
3. أخذ صور سريعة من على الشاشة.